# Scott Barrett
Scott Kevin Barrett (* 20. listopadu 1993 New Plymouth) je novozélandský ragbista hrající v druhé řadě. Hraje za novozélandský tým Cantenbury Crusaders (od roku 2020 do roku 2024 jako kapitán). Šestkrát se stal vítězem Super Rugby s Crusaders (2017--2019, 2022, 2023, 2025).  
Zúčastnil se MS 2019, kde s reprezentací získal 3. místo a MS 2023, kde obsadil s týmem 2. místo. Na tomto šampionátu se společně se svými bratry Beaudenem a Jordiem stali prvními třemi bratry, co si spolu zahráli finále MS. V roce 2023 byl vybrán World Rugby do nejlepší sestavy světa.
V červnu 2024 se stal kapitánem All Blacks. Reprezentační premiéru zažil v listopadu 2016 proti Irsku v Chicagu.